# Hóquei sobre a grama nos Jogos Olímpicos de Verão de 1936

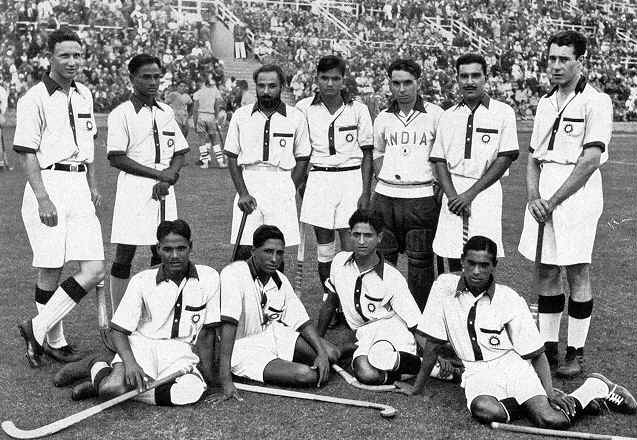
Equipe de hóquei da Índia, campeã dos Jogos de Berlim 1936

O torneio de hóquei sobre a grama nos Jogos Olímpicos de Verão de 1936 foi realizado em Berlim, Alemanha.

## Masculino
| Ouro | Prata | Bronze |
| Índia Richard James Allen Calyle Carrol Tapsell Mohd Hussain Baboo Narsoo Nimal Earnest John Goodsir-Cullen Joseph Deville Galibardy Shabban Shahab-ud-Din Iqtidar Ali Shah Dara Dhyan Chand Bais Roop Singh Bais Syed Mohd Jafar Lionel Emmett Peter Paul Fernandez Garewal Gurcharan Singh Ahsan Mohd Khan Murza Nasir-ud-Din Masood Cyril James Michie Joseph Phillip Ahmed Sher Khan Sher | Alemanha Karl Dröse Herbert Kemmer Erich Zander Alfred Gerdes Erwin Keller Heinz Schmalix Harald Huffmann Werner Hamel Kurt Weiß Hans Scherbart Fritz Messner Rudolf Warnholtz Detlef Okrent Hermann Auf der Heide Heinrich Peter Carl Menke Heinz Raack Paul Mehlitz Ludwig Beisiegel Carl Ruck Erich Cuntz Werner Kubitzki | Países Baixos Jan de Looper Reindert Jan de Waal Max Westerkamp Hendrik de Looper Rudolf van der Haar Antoine van Lierop Pieter Gunning Henri Schnitger Ernst van den Berg Agathon de Roos René Sparenberg Carl Heijbroek |

### Primeira fase

#### Grupo A
| Equipe         | Pts | J | V | E | D | GP | GC |
| -------------- | --- | - | - | - | - | -- | -- |
| Índia          | 6   | 3 | 3 | 0 | 0 | 20 | 0  |
| Japão          | 4   | 3 | 2 | 0 | 1 | 8  | 11 |
| Hungria        | 2   | 3 | 1 | 0 | 2 | 4  | 8  |
| Estados Unidos | 0   | 3 | 0 | 0 | 3 | 2  | 15 |

| 5 de agosto  |     |                |
| Japão        | 5–1 | Estados Unidos |
| Índia        | 4–0 | Hungria        |
| 7 de agosto  |     |                |
| Índia        | 7–0 | Estados Unidos |
| 8 de agosto  |     |                |
| Japão        | 3–1 | Hungria        |
| 10 de agosto |     |                |
| Índia        | 9–0 | Japão          |
| Hungria      | 3–1 | Estados Unidos |

#### Grupo B
| Equipe      | Pts | J | V | E | D | GP | GC |
| ----------- | --- | - | - | - | - | -- | -- |
| Alemanha    | 4   | 2 | 2 | 0 | 0 | 10 | 1  |
| Afeganistão | 1   | 2 | 0 | 1 | 1 | 7  | 10 |
| Dinamarca   | 1   | 2 | 0 | 1 | 1 | 6  | 12 |

| 4 de agosto |     |             |
| Afeganistão | 6–6 | Dinamarca   |
| 6 de agosto |     |             |
| Alemanha    | 6–0 | Dinamarca   |
| 8 de agosto |     |             |
| Alemanha    | 4–1 | Afeganistão |

#### Grupo C
| Equipe        | Pts | J | V | E | D | GP | GC |
| ------------- | --- | - | - | - | - | -- | -- |
| Países Baixos | 5   | 3 | 2 | 1 | 0 | 9  | 4  |
| França        | 3   | 3 | 1 | 1 | 1 | 4  | 5  |
| Bélgica       | 2   | 3 | 0 | 2 | 1 | 5  | 6  |
| Suíça         | 2   | 3 | 1 | 0 | 2 | 3  | 6  |

| 4 de agosto   |     |         |
| França        | 1–0 | Suíça   |
| Países Baixos | 2–2 | Bélgica |
| 6 de agosto   |     |         |
| Países Baixos | 2–1 | Suíça   |
| 7 de agosto   |     |         |
| França        | 2–2 | Bélgica |
| 9 de agosto   |     |         |
| Suíça         | 2–1 | Bélgica |
| Países Baixos | 3–1 | França  |

### Semifinal
| 12 de agosto |      |               |
| Índia        | 10–0 | França        |
| Alemanha     | 3–0  | Países Baixos |

### Disputa pelo bronze
| 14 de agosto, 16:30 |     |        |
| Países Baixos       | 4–3 | França |

### Final
| 15 de agosto, 11:00 |     |          |
| Índia               | 8–1 | Alemanha |

### Partidas de consolação
As partidas de consolação eram jogos realizados entre as equipes eliminadas na primeira fase do torneio olímpico, sem qualquer distribuição de prêmios ou medalhas.
| Suíça       | 5–1 | Dinamarca      |
| Afeganistão | 4–1 | Bélgica        |
| Japão       | 4–1 | Dinamarca      |
| Afeganistão | 3–0 | Estados Unidos |
| Hungria     | 1–0 | Bélgica        |